# Euproctis sobrina
Euproctis sobrina är en fjärilsart som beskrevs av Moore 1879. Euproctis sobrina ingår i släktet Euproctis och familjen tofsspinnare. Inga underarter finns listade i Catalogue of Life.